# Алберген
Алберген (нід. Albergen) — село в нідерландській провінції Оверейсел. Входить до муніципалітету Тюбберген.
Його площа становить 22,10 км², а населення станом на 2021 рік складало 3 595 осіб.